# Francisco Mariano de Orma
Francisco Mariano de Orma (Cudón, Miengo, Cantabria; 1777 - Montevideo, Uruguay; 1 de octubre de 1841) fue un importante político y revolucionario. Luchó contra las invasiones inglesas al Río de la Plata y tuvo un destacado papel en el movimiento precursor de la Revolución de Mayo de 1810.

## Biografía
Francisco Mariano de Orma, nació en Cudón, Cantabria, España en 1777, hijo de Joaquín Orma y de Manuela de Corona, y se estableció en Buenos Aires (Virreinato del Río de la Plata) a fines del siglo XVIII dedicándose al comercio.
El 1 de junio de 1800 casó con María de los Ángeles del Rincón y O'Doggan, hija de Andrés Larricq Rincón Labirigoyen y María Isabel Dogan Soria.
Con ella tuvo al menos tres hijos: Fermín, Manuel y Rufina de Orma y Rincón se casó con Tomás Rebollo en 1820. Fue una decidida patriota y desde muy joven colaboró en la adquisición de uniformes y armas para las fuerzas revolucionarias. Lo refleja una carta reproducida en la Gazeta del 26 de junio de 1812, firmada por ella junto a Tomasa de la Quintana, María de los Remedios de Escalada, Nieves de Escalada, María de la Quintana, María Eugenia de Escalada, Ramona Esquivel y Aldao, María Sánchez de Thompson, Petrona Cordero, Isabel Calvimontes de Agrelo, María de la Encarnación Andonaegui, Magdalena Castro, Ángela Castelli de Igarzábal y Carmen Quintanilla de Alvear.</ref>

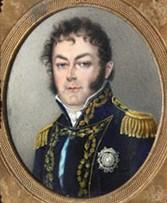
Juan Martín de Pueyrredón.

En 1806, al producirse la primera de las invasiones inglesas al Río de la Plata, se sumó a las fuerzas reunidas por Juan Martín de Pueyrredón y participó del combate de Perdriel, así como en las jornadas de la reconquista, recibiendo tras la victoria un escudo de oro.
En los preparativos que siguieron en la espera de un nuevo ataque se incorporó como alférez del primer escuadrón del Regimiento de Húsares, o Húsares de Pueyrredón, que por la ausencia de Pueyrredón se encontraba al mando de Mariano Renovales. Ascendido a teniente 2.º, pasó a Montevideo donde participó de la defensa contra el ataque británico de 1807.
Tras la expulsión definitiva de los invasores y la invasión de España por Napoleón Bonaparte, el movimiento por la emancipación fue cobrando fuerza. 
Cuando Juan Martín de Pueyrrerdón regresó de España, adonde había ido encargado por el Cabildo de conseguir auxilios para enfrentar una posible tercera invasión, fue detenido en Montevideo por ser considerado líder del partido de la independencia. Tras lograr fugarse, regresó a Buenos Aires pero apenas llegado el nuevo virrey Baltasar Hidalgo de Cisneros, Pueyrredón fue detenido en el cuartel del regimiento de Patricios. La elocuencia de su hermana Juana Pueyrredón y las simpatías que el movimiento emancipador despertaba entre los oficiales criollos permitió que Pueyrredón pudiera fugar en la noche del 26 de julio de 1809, refugiándose en la quinta de su amigo Francisco Mariano de Orma hasta que pudo huir a Río de Janeiro.
Hacia principios de 1810, entre los vecinos de Buenos Aires que se habían sumado al grupo de precursores del movimiento independentista (Agustín José Donado, Hipólito Vieytes, Nicolás Rodríguez Peña, Manuel Belgrano, Juan José Paso, Juan José Castelli, Manuel Alberti) y hablaban de independencia de manera más o menos abierta ya se contaban a Francisco Mariano de Orma, Francisco Planes, Francisco Paso, Miguel Irigoyen, Domingo French, Juan Florencio Terrada, José Darragueira, Feliciano Chiclana, Antonio Luis Beruti, Juan José Viamonte, Tomás Guido, Buenaventura de Arzac, Felipe Cardoso, Vicente Dupuy, fray José Ignacio Grela, Fray Juan Manuel Aparicio, entre otros. 
Las reuniones se realizaban en la casa de Vieytes en la calle Venezuela, en la de Nicolás Rodríguez Peña, en la calle Piedad tras de la iglesia de San Miguel, o en la quinta de Francisco Mariano de Orma.
En efecto, Orma tenía una quinta en las afueras de la ciudad, cruzando el Riachuelo a mano derecha del puente de Gálvez, en la futura Barracas del Sur y actual partido de Avellaneda. 
Eran 36 manzanas que había comprado a Fermín Aoiz y a Victorio García de Zúñiga, y allí solían reunirse clandestinamente los patriotas: "Una sociedad secreta elegida por los mismos patriotas era el foco invisible de ese movimiento (...)reuníase unas veces en la fábrica de Vieytes o en la quinta de Orma; pero más frecuentemente en la de Rodríguez Peña, que era el nervio de esta asociación".

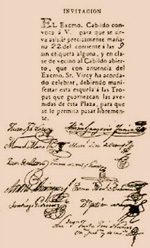
Invitación al Cabildo abierto del 22 de mayo..

Orma fue partícipe del Cabildo abierto del 22 de mayo de 1810, haciendo suyo el voto de Domingo French. Tras la Revolución de Mayo, Orma colaboró con los sucesivos gobiernos patrios.
En 1812 con motivo de la dura represión que siguió a la Asonada de Álzaga, Orma al igual que otros españoles europeos favorables a la revolución solicitó el reconocimiento de su naturalización. Planteada su solicitud de reconocimiento como "Ciudadano americano del estado de las Provincias Unidas del Río de la Plata", fue concedida por el Primer Triunvirato "en virtud de su distinguido mérito, patriotismo y adhesión al sistema liberal que han adoptado los pueblos".
Fallecida su esposa, casó con Encarnación Andonaegui Herrera, hija de José Andonaegui Aguirre y María Catalina Herrera Sotomayor Morón y reciente viuda de Francisco Antonio Valdepares, exfuncionario del Tribunal de Cuentas que había sido separado de su puesto por el gobierno revolucionario y ejecutado por su participación en la conspiración de Álzaga.
En 1816 fue ascendido a capitán y designado comandante de un escuadrón cívico de caballería. Ante la guerra civil y las amenazas que se cernían sobre la ciudad por parte de las fuerzas realistas y portuguesas, Orma elaboró ese año un plan en teoría capaz de vencer un ejército atacante de hasta 30000 hombres.
En 1817 fue promovido a teniente coronel.
Simpatizante del Partido Federal, durante el gobierno de Juan Manuel de Rosas fue sindicado como lomo negro, pese a ser tío político de Felipe Arana, por lo que se vio forzado a emigrar a Montevideo, ciudad en la que falleció el 1 de octubre de 1841.